# Carcelia illota
Carcelia illota là một loài ruồi trong họ Tachinidae.